# Radiopaedia
Radiopaedia es un recurso web educativo colaborativo internacional basado en wiki que contiene una enciclopedia de radiología y un repositorio de casos de imágenes.Actualmente es el recurso relacionado con la radiología de libre acceso más grande del mundo, con más de 50  000 casos de pacientes y más de 16  000 artículos de referencia sobre temas relacionados con la radiología. La naturaleza de edición abierta de los artículos permite a los radiólogos, estudiantes de radiología, radiógrafos, ecografistas y otros profesionales de la salud interesados en imágenes médicas perfeccionar la mayor parte del contenido a lo largo del tiempo. Un miembro del consejo editorial revisa todas las contribuciones.

## Antecedentes
Radiopaedia fue iniciada como un proyecto de pasatiempo para almacenar notas y casos de radiología en línea por el profesor asociado neurorradiólogo australiano Frank Gaillard en diciembre de 2005, mientras era residente de radiología. Más tarde se apasionó por la creación del sitio web y decidió publicarlo en la web, defendiendo la libre difusión del conocimiento.
El nombre de dominio de radiopedia.org se registró el 11 de enero de 2007.
La plataforma Radiopaedia.org y el contenido de texto son propiedad de Radiopaedia Australia Pty Ltd, una empresa privada de la cual Gaillard es el director ejecutivo. Uno de sus inversores es Investling y sus ingresos provienen de anuncios, cursos y patrocinadores pagados. Para el contenido de imágenes, los contribuyentes se reservan algunos derechos y otorgan licencias del contenido a Radiopaedia y sus usuarios bajo una licencia Creative Commons.
El sitio fue programado inicialmente usando MediaWiki, la misma plataforma de programa que Wikipedia, pero ahora se ejecuta en un código personalizado escrito por TrikeApps.
En 2010, casi toda la colección de artículos e imágenes de radswiki (un sitio educativo de radiología similar basado en wiki) fue donado a Radiopaedia.
El contenido de su artículo está actualmente limitado al inglés.

## Objetivo
La misión de Radiopaedia es "crear la mejor referencia de radiología que el mundo haya visto jamás y hacerla disponible de forma gratuita, para siempre y para todos". Su intención es beneficiar a la comunidad de radiología y a la sociedad en general y se basa en colaboraciones benévolas. de radiólogos y otras personas interesadas en imágenes médicas.
Al igual que Wikipedia, los usuarios registrados del sitio pueden agregar y editar libremente la mayoría del contenido. Esto permite que el contenido se actualice progresivamente a lo largo de los años y que los radiólogos y la sociedad en general perfeccionen continuamente el contenido de los artículos a lo largo del tiempo. El sitio también permite a los usuarios registrados mantener su propia biblioteca personal de casos de enseñanza. En lugar de publicar artículos individualmente, se anima a los usuarios a integrar contenido con enlaces a casos y artículos de revistas y perfeccionar el contenido de forma colaborativa. En un intento por reducir el vandalismo y revisar el contenido por pares, un consejo editorial modera los cambios para garantizar que el material presentado sea lo más preciso y relevante posible. Al igual que con sitios de edición abierta similares, la falta de confiabilidad del contenido ha sido una preocupación;[cita requerida] sin embargo, a pesar de su naturaleza de edición abierta, ocupa un lugar relativamente alto entre las reseñas de los usuarios.
Una encuesta realizada en 2020 muestra que el 90 % de los estudiantes de radiología de guardia en los Estados Unidos utilizan Radiopedia y StatDx como opciones de primera y segunda línea para ayudarlos durante su trabajo. También se demostró el beneficio educativo al integrar la capacitación basada en Radiopedia en el plan de estudios médico.